# رازیانه غول پیکر
رازیانه غول پیکر (انگلیسی: Ferula communis) یک گونه از گیاهان گل دار از تیره چتریان است.